# ثيودور الستوديت
كان ثيودور الستوديت (759-826)، المعروف أيضًا باسم ثيودوروس ستوديتا والقديس ثيودور من ستوديوز/ستوديوم، راهبًا بيزنطيًا يونانيًا، وكبير أساقفة دير ستوديوز في القسطنطينية. لعب دورًا رئيسيًا في إحياء كل من الرهبانية البيزنطية والأنواع الأدبية الكلاسيكية في بيزنطة. يُعرف بأنه معارضٌ نشطٌ لحرب تحطيم الأيقونات البيزنطية، وهي أحد الصراعات العديدة التي جعلته على خلاف مع كل من الإمبراطور والبطريرك. حافظ طوال حياته على المراسلات الخطية مع العديد من الشخصيات السياسية والثقافية المهمة للإمبراطورية البيزنطية، وشمل ذلك العديد من النساء، مثل الملحنة والراهبة كاسيا، التي تأثرت كثيرًا بتعاليمه.

## سيرة شخصية

### بداية حياته في الرهبنة
زار أفلاطون، عم ثيودور، القسطنطينية بعد وفاة الإمبراطور ليو الرابع (الذي حكم بين عامي 775-780) في عام 780، وعاش كراهب في دير سيمبولا في بيثينيا منذ عام 759، وأقنع عائلة أخته، ثيوكتيست، بأكملها في تقديم عهود رهبانية. أبحر ثيودور مع والده وإخوته إلى البيثينية مع أفلاطون في عام 781 حيث شرعوا في تحويل ملكية العائلة إلى مؤسسة دينية، والتي أصبحت تعرف باسم دير ساكّوديون. أصبح أفلاطون مدير الأساقفة المؤسسة الجديدة، وكان ثيودور «يده اليمنى». سعى الاثنان إلى تنظيم الدير وفقًا لكتابات باسيليوس القيصري.
برز كبير الأساقفة أفلاطون كداعم للبطريرك تاراسيوس خلال فترة وصاية إيرين الأثينية؛ وكان عضوًا في حزب تاراسيوس الأيقوني في مجمع نيقية الثاني حيث أُعلِن عن تبجيل الأيقونات على أنه أرثوذكسي. عيّن تاراسيوس ثيودور كاهنًا بعد ذلك بوقت قصير. أصبح ثيودور كبير أساقفة دير ساكّوديون في عام 794، بينما انسحب أفلاطون من الخدمة اليومية للدير وكرّس نفسه للصمت.

### الصراع مع قسطنطين السادس
قرر الإمبراطور قسطنطين السادس (الذي حكم بين عامي 776-797) الانفصال عن زوجته الأولى، ماريا من أمنية، والزواج من وصيفة الملكة ماريا، ثيودوت، ابنة عم ثيودور الستوديت في عام 794 أيضًا. لم يقبل البطريرك هذه الحالة من الطلاق، لأن الطلاق بدون دليل على الزنا من جانب الزوجة يمكن أن يفسر على أنه غير قانوني، إلا أنه وافق عليه في النهاية. احتُفِل بزواج قسطنطين وثيودوت في عام 795 على يد يوسف، وهو كاهن من آيا صوفيا، عوضًا عن البطريرك.
تبع ذلك سلسلة أحداث غامضة إلى حد ما، أو ما يُعرف باسم «جدل الزانية». بدأ ثيودور احتجاجًا على الزواج من دير ساكّوديون، ويبدو أنه طالب بالحرمان الكنسي، ليس فقط للكاهن يوسف، الذي كان كاهنًا للكنيسة الإمبراطورية، ولكن أيضًا لجميع الذين نالوا القربان منه، ومن ضمنهم الإمبراطور وبلاطته. لم يكن لهذا الطلب أي اهتمام رسمي، ويبدو أن قسطنطين حاول التصالح مع ثيودور وأفلاطون (الذين أصبحوا أقاربه بسبب زواجه)، ودعاهم لزيارته أثناء إقامته في الحمامات الإمبراطورية في بروسا في بيثينيا، ولكن لم يلبي أي منهما الدعوة.
أُرسِلت القوات الإمبراطورية إلى دير ساكّوديون نتيجة لذلك، وتشتت المجتمع. جُلِد ثيودور، ونُفي مع عشرة رهبان آخرين إلى سالونيك، بينما سُجِن أفلاطون في القسطنطينية. وصل الرهبان إلى سالونيك في مارس 797، ولكنهم لم يبقوا طويلًا. أصيب قسطنطين السادس بالعمى في أغسطس من نفس العام وأُطِيح به، ورفعت والدته إيرين، الإمبراطورة الجديدة، المنفى عنه.

### حرب تحطيم الأيقونات الثانية
واجه الإمبراطور ليو الخامس هجومًا بلغاريًا جديدًا وصل إلى أسوار القسطنطينية، ودمر أجزاء كبيرة من تراقيا في بداية استلامه للعهد. انتهى ذلك بوفاة كروم خان البلغار في 13 أبريل 814، وما تبع ذلك من صراعات داخلية على السلطة. قرر ليو العودة إلى سياسات السلالة الإيساورية الأكثر نجاحًا، وذلك نظرًا لأن الثلاثين عامًا الماضية منذ الموافقة على تبجيل الأيقونات في عام 787 قد مثلت للبيزنطيين سلسلة من الكوارث العسكرية. أعاد ليو تسمية ابنه باسم قسطنطين لموازاة ليو الثالث (الذي حكم بين عامي 717-741) وقسطنطين الخامس؛ وبدأ في عام 814 النقاش مع العديد من رجال الدين وأعضاء مجلس الشيوخ في إمكانية إحياء سياسة الإيساوريين لتحطيم الأيقونات. قوبلت هذه الحركة بمعارضة قوية من البطريرك نقفور، الذي جمع بنفسه مجموعة من الأساقفة ورؤساء الدير حوله وأقسمهم على دعم تبجيل الأيقونات. وصل الخلاف إلى ذروته في نقاش بين الطرفين أمام الإمبراطور في القصر الكبير في أوائل عام 815، حيث كان ثيودور وشقيقه جوزيف حاضرين، ووقفا إلى جانب الأيقونات. قال ثيودور للإمبراطور: «أعلم أنه على الرغم من قدوم ملاك من السماء نفسها لإفسادنا، فإننا لن نطيعه! ناهيك عن طاعتك».
تمسك ليو بخطته لإحياء تحطيم الأيقونات، وجُرِّد البطرك نقفور من منصبه ونفي إلى بيثينيا في مارس 815. بقي ثيودور في القسطنطينية خلال تلك المرحلة، وتولى دورًا رائدًا في الوقوف بوجه تحطيم الأيقونات. أمر ثيودور رهبانه بالمرور عبر كروم الدير في 25 مارس، أحد الشعانين، حاملين الأيقونات حتى يتمكن الجيران من رؤيتها من فوق الجدران. لم يُثِر هذا الاستفزاز سوى توبيخ من الإمبراطور فقط.
اختير بطريرك جديد، ثيودوتوس، وعُقد مجمع كنسي في آيا صوفيا في أبريل أُعيد فيه تقديم تحطيم الأيقونات كعقيدة. كتب ثيودور سلسلة من الرسائل دعا فيها «الجميع، القريب والبعيد» إلى الثورة ضد قرار السينودوس. نفته القيادة الإمبراطورية بعد ذلك بوقت قصير إلى ميتوبا، وهي قلعة على الشاطئ الشرقي لبحيرة أبولونيا في بيثينيا. أزال ليو قصائد ثيودور عن باب الدولة بعد ذلك بوقت قصير، واستُبدِلت بمجموعة جديدة من القصائد «الأيقونية».
تولى كبير الأساقفة ليونتيوس قيادة جماعة ستوديت، بينما كان ثيودور في المنفى، والذي تبنى لبعض الوقت دور محطم الأيقونات، وفاز بالعديد من الرهبان الفرديين في حزبه، ولكنه عاد في النهاية إلى حزب مبجّلي الأيقونات. يعكس وضع ستوديت اتجاهًا عامًا كان فيه عدد من الأساقفة ورؤساء الدير على استعداد في البداية للتوصل إلى حل وسط مع محطمي الأيقونات، ولكنهم تخلّوا، بعد ذلك في السنوات ما بين 816 و819 عن موقف تحطيم الأيقونات، وهي حركة ربما كانت مدفوعة باستشهاد ثاديوس، راهب ستوديت. بدأ ثيودور، خلال هذا الانتعاش في المشاعر الأيقونية، في تنظيم جداله الخاص ضد محطمي الأيقونات، الإنكار، مع التركيز بشكل خاص على دحض الحجج، وانتقاد المزايا الأدبية للرموز الجديدة المتمثلة في تحطيم الأيقونات على باب الدولة.
كان لثيودور تأثيرًا واسعًا خلال السنة الأولى من نفيه، وبشكل أساسي من خلال حملة ضخمة لكتابة الرسائل. نُقِل في عام 816 إلى بونيتا، وهي قلعة تقع في بند أنتالوك البعيد، حيث ظل على اطلاع دائم على التطورات في العاصمة، وحافظ على المراسلات المنتظمة. أدى هذا النشاط المستمر إلى إصدار أمر إمبراطوري بجلد ثيودور، والذي رفض آسروه تنفيذه. كتب ثيودور رسالتين إلى البابا باسكال الأول في عام 817، واشترك في التوقيع عليها العديد من زملائه من كبار الأساقفة المبجلين للأيقونات. تضمنت الرسالة الأولى طلبًا في استدعاء ملتقى سينودوس المناهض لتحطيم الأيقونات، وتبع ذلك رسائل إلى بطاركة الإسكندرية والقدس بالإضافة إلى رجال دين «أجانب» آخرين. أمر الإمبراطور مرة أخرى على الأقل بجلد ثيودور نتيجة لذلك، ونُفِّذ الأمر هذه المرة، مما أدى إلى مرض ثيودور تمامًا. انتقل ثيودور بعد شفائه إلى سميرنا. وقع ليو الخامس ضحية جريمة قتل مروعة في مذبح كنيسة القديس إسطفانوس في القصر الإمبراطوري (قصر القسطنطينية الكبير) في أوائل عام 821، وأُطلِق سراح ثيودور من المنفى بعد ذلك بوقت قصير.